# Today (David Gilmour)
Today è un singolo del cantautore britannico David Gilmour, pubblicato il 4 settembre 2015 come secondo estratto dal quarto album in studio Rattle That Lock.

## Tracce
Testi di Polly Samson, musiche di David Gilmour.
Download digitale
1. Today – 5:55

CD promozionale (Europa)
1. Today (Edit)

## Formazione
Musicisti
- David Gilmour – voce, chitarra, pianoforte elettrico, tastiera, organo Hammond
- Phil Manzanera – chitarra acustica, elementi di tastiera
- Guy Pratt – basso
- Jon Carin – pianoforte elettrico
- Mike Rowe – pianoforte elettrico
- Steve DiStanislao – batteria
- Danny Cummings – percussioni
- Mica Paris – voce
- Louise Marshall – voce
- Polly Samson – voce
- Zbigniew Preisner – orchestrazione e arrangiamenti orchestrali
- Robert Ziegler – conduzione orchestra
- Rolf Wilson – leader orchestra

Produzione
- David Gilmour – produzione, ingegneria del suono, missaggio
- Phil Manzanera – produzione
- Andy Jackson – ingegneria, missaggio
- Damon Iddins – assistenza tecnica
- Mike Boddy – ingegneria del suono aggiuntiva presso i Gallery Studios
  - Andres Mesa – assistenza tecnica
- Kevin Madigan – ingegneria del suono parti vocali aggiuntiva presso i The Village Recorder
- Geoff Foster – ingegneria parti orchestrali
  - Laurence Anslow – assistenza tecnica
  - John Prestage – assistenza tecnica
- James Guthrie – mastering

## Classifiche
| Classifica (2015) | Posizione massima |
| ----------------- | ----------------- |
| Belgio (Vallonia) | 87                |